# Santiago Mariño
Santiago Mariño is een gemeente in de Venezolaanse staat Aragua. De gemeente telt 215.000 inwoners. De hoofdplaats is Turmero.